# Ancylonotopsis congoensis
Ancylonotopsis congoensis är en skalbaggsart som beskrevs av Stefan von Breuning 1968. Ancylonotopsis congoensis ingår i släktet Ancylonotopsis och familjen långhorningar. Inga underarter finns listade i Catalogue of Life.